# Ocyceros birostris

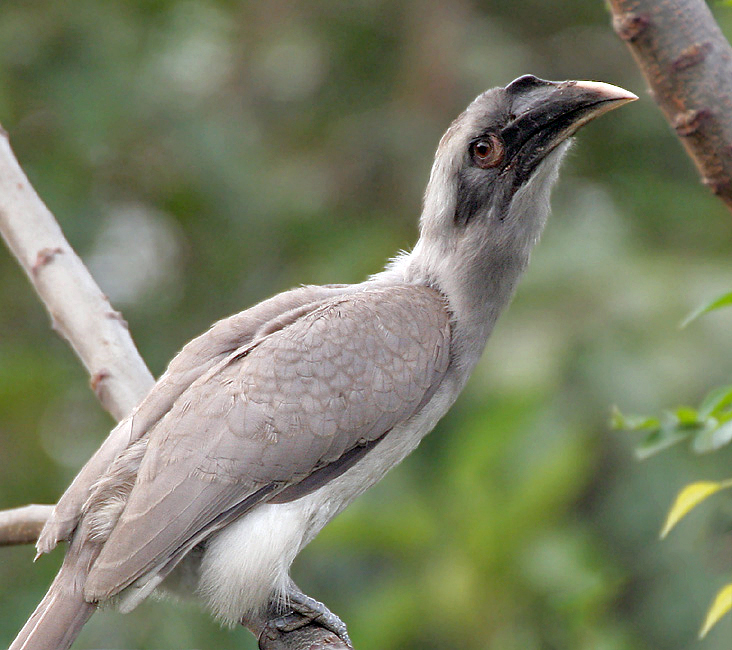
Esemplare in abito giovanile.

Il bucero grigio indiano (Ocyceros birostris (Scopoli, 1786)) è una specie della famiglia dei Bucerotidi presente in gran parte del subcontinente indiano a sud dell'Himalaya.

## Descrizione
Con una lunghezza del corpo di 50 cm, il bucero grigio indiano è uno dei buceri più piccoli. Il maschio pesa 375 g e ha un becco nero sormontato da uno stretto casco dall'estremità anteriore sporgente. La punta del becco e la parte anteriore della mandibola inferiore sono di colore giallo chiaro. La pelle nuda intorno all'occhio è grigia, l'iride è bruno-rossastra. Il piumaggio è grigio argentato e bianco; la lunga coda graduata presenta un'ampia banda subterminale nera e la punta biancastra. Anche le ali scure presentano larghe punte bianche. La femmina è più piccola e presenta un casco più piccolo e appena abbozzato. Ha l'iride più marrone ed è priva delle punte bianche sulle remiganti. I giovani hanno un becco giallo pallido privo di casco e gli occhi da marrone scuro a nero circondati da un'area di pelle arancione.

## Biologia
Il bucero grigio indiano vive nelle foreste decidue e nelle savane alberate e arbustive. È possibile trovarlo anche nei luoghi dove vi sono alberi di fico sparsi, nonché nelle aree coltivate e nei giardini. Si nutre principalmente di piccoli frutti e soprattutto di fichi. Mangia di tanto in tanto anche insetti, lucertole, topi e nidiacei e, più raramente, fiori. Quando è alla ricerca di cibo vola da un albero all'altro, ma scende anche sul terreno, dove si muove saltellando, o insegue gli insetti in volo.
Le abitudini riproduttive sono poco conosciute. La stagione degli amori principale è a febbraio o tra maggio e giugno alla fine della stagione secca. È possibile che altri maschi partecipino come aiutanti nel processo di allevamento dei piccoli. La specie nidifica nelle cavità naturali degli alberi ad un'altezza di 3-13 m; l'interno del nido viene rivestito con pezzi di corteccia. La femmina sigilla l'ingresso con feci, avanzi di cibo e fango portato dal maschio. La covata comprende 2-5 uova, che vengono deposte nel giro di 7-10 giorni e incubate per almeno 21 giorni. Durante la stagione riproduttiva la femmina intraprende la muta delle penne delle ali e della coda, ma lascia la cavità una settimana prima che i giovani si alzino in volo, il che avviene dopo almeno 45 giorni di vita.
La specie è prevalentemente stanziale, ma di tanto in tanto effettua spostamenti per trovare alberi da frutto. In questo caso possono formarsi anche squadre costituite da 30 uccelli al massimo.
Il bucero grigio indiano compete spesso con il parrocchetto dal collare per le cavità dove nidificare, ma quasi sempre ha la meglio: divora le nidiate di questi pappagalli e lancia il materiale di nidificazione fuori dalla cavità.

## Distribuzione e habitat
L'areale del bucero grigio indiano si estende dal Punjab (Pakistan nord-orientale) al Nepal meridionale e al Bangladesh nord-occidentale, spingendosi a sud attraverso gran parte dell'India. È assente solamente dalla parte sud-occidentale del paese e dalla sua costa orientale. Non è una specie minacciata, bensì è piuttosto diffusa e abbastanza comune in numerosi habitat; si è dimostrata una specie abbastanza adattabile e si può trovare anche nelle aree coltivate.